# Trottoirs de Buenos Aires
Trottoirs de Buenos Aires fue el primer local de Europa dedicado exclusivamente al espectáculo de tango, estaba situado ubicada en rue des Lombards N° 37 en el barrio parisino de Les Halles, fue inaugurado el 19 de noviembre de 1981 y bajó telón definitivamente el 15 de mayo de 1994.

## Historia del local
A comienzos de la década de 1970 surgió en un grupo de amantes del tango residentes en París integrado por el periodista Tomás Barna, Benjamín Kruk y el músico Edgardo Cantón la idea de abrir un local que permitiera difundir lo mejor de la música y la poesía del tango. No pudieron reunir el capital necesario pero no abandonaron el propósito y fue así que una década después Cantón logró que un conjunto de interesados que llegó a tener 23 integrantes entre franceses, argentinos y otros sudamericanos se asociaran para llevar adelante el proyecto. Algunos de ellos se eran figuras destacadas de la plástica, como Antonio Seguí, Pérez Celis y Leopoldo Presas o del canto, como Susana Rinaldi.
En julio de 1981 Barna viajó a Buenos Aires y obtuvo el compromiso de José Libertella y Luis Stazo para que el Sexteto Mayor estuvier presente en la inauguración. Por su parte Julio Cortázar, quien al final de la década de 1970 presentó un disco con letras de tango de su autoría y música de Cantón, con la voz de Juan Cedrón, asumió el rol de padrino espiritual. Con la conducción de Cantón, quien compartía con Barna la dirección artística, la tanguería se inauguró el 19 de noviembre de 1981 con la presencia de un público de diversas nacionalidades que asistió entusiasmado y emocionado al espectáculo en el número 37 de la calle Lombards, próximo a Les Halles, zona céntrica de París.
El Sexteto Mayor estuvo presente en el local las primeras tres semanas con un éxito rotundo de público y de crítica y fue seguido por otros intérpretes de gran jerarquía, como Rubén Juárez, Salgán-De Lío, la cantante Josefina, Guillermo Galvé, Raúl Funes, Hernán Salinas, Reynaldo Anselmi, Susana Rinaldi, María Garay, los conjuntos de Osvaldo Piro, el trío de Juan José Mosalini,  Orlando Trípodi, el Cuarteto del Centenario, el dúo Gubitsch-Caló con tango de vanguardia y otro excelentes artistas. Trottoirs de Buenos Aires, que estaba ubicado en rue des Lombards N° 37, bajó el telón definitivamente el 15 de mayo de 1994.
La tanguería funcionó como antecesora del desembarco en Francia del espectáculo Tango Argentino que debutó en París a sala llena dos años después, el 11 de noviembre de 1983. Durante la dictadura militar fue uno de los espacios de encuentro de los exiliados políticos argentinos instalados en París.
Trottoirs de Buenos Aires cerró en 1994. Sergio Cucho Costantino comenzó en 2017 a filmar el documental Un sueño en París, con la actuación de Jean Pierre Noher sobre Trottoirs de Buenos Aires.